# 管仁健
管仁健（1963年4月16日—），是臺灣專欄作家、翻譯家、編輯、時事評論員，專研臺灣與中國文史。

## 生平
管仁健籍貫山東莒縣，為外省人來台二代。其父1949年來到台灣，但隨即入獄，半年後又在澎湖服了兩年兵役。管仁健出生於臺北市北投區，臺北市中國市政專科學校（今中國科技大學）公共衛生科畢業，服役後插班東吳大學中國文學系，而後獲中國文學學士。2015年就讀國立臺北教育大學臺灣文化研究所史學組，2017年取得碩士文憑。
1994年畢業後任絲路出版社主編。1996年起任文經社文學類叢書主編，所編書籍多次獲金鼎獎、好書大家讀等各類獎項。
2005年於PChome個人新聞台架設懷舊部落格《你不知道的台灣》，講述軍中樂園、三七事件等各種解嚴前台灣不被現今許多台灣民眾所知的往事以記錄其失落童年，並戳破若干臺人對某些人物、事件及時期（如鄭成功、劉銘傳、紅葉少棒）的迷思，強調小民史觀，反對中國民族主義。2014年成為新頭殼專欄作家。
管仁健之作品多為現代小說與散文，近年致力於臺灣歷史、臺灣政治方面的評論。

## 事件
因常接受台灣史學界學術詐騙受害者投訴，協助處理相關案情，管仁健自稱「不支薪地下監察委員」。

### 灣生回家風波
2016年12月23日，管仁健對《灣生回家》一書作者陳宣儒（筆名田中實加）自稱的日本人身分提出質疑，且認為原著內容有諸多疑問。

### 批評第34屆金曲獎「中國風」
2023年7月2日，管仁健評論第34屆金曲獎充滿「中國風」，符合「滿滿祖國價值」與「兩岸一家親」。並且評論最佳台語女歌手獎得獎人鄭宜農完全沒使用台語，上台只全程用華語致詞，因此認為鄭宜農唱的是「中華台北語歌」，

## 著作

### 小說
- 《塵年惘事》（台北：絲路出版社，1996）

### 散文
- 《最冷最冷的故事：用生命寫笑話》（台北：文經社，1997）
- 《爸爸，一個溫柔的名字》（台北：文經社，2004）

### 文史
- 《你不知道的台灣：國軍故事》（台北：文經社，2011）
- 《你不知道的台灣：校園奇案》（台北：文經社，2012）
- 《你不知道的台灣：影視秘辛》（台北：文經社，2013）
- 《你不知道的台灣：外省新頭殼》（台北：方舟文化，2016）

### 譯作
- 小林多喜二：《蟹工船》（台北：文經社，2008）
- 赫克特·馬羅：《苦兒流浪記》（台北：文經社，2010）
- 赫克特·馬羅：《孤女尋親記》（台北：文經社，2010）
- 喬安娜·史柏莉：《小天使海蒂》（台北：文經社，2010）

## 廣播節目
- 《那些年我們一起唱的歌》（財團法人中央廣播電臺）

## 獎項紀錄
曾獲聯合文學小說新人獎、東吳大學雙溪文學獎、蕭毅虹文學獎、中時電子報全球華文部落格大獎等。

### 廣播金鐘獎
| 年份   | 頒獎典禮     | 獎項                 | 作品                     | 結果 |
| ------ | ------------ | -------------------- | ------------------------ | ---- |
| 2019年 | 第54屆金鐘獎 | 類型音樂節目主持人獎 | 《那些年我們一起唱的歌》 | 獲獎 |
| 2019年 | 第54屆金鐘獎 | 類型音樂節目獎       | 《那些年我們一起唱的歌》 | 獲獎 |